# Echte uilen
De echte uilen (Strigidae) zijn met bijna 235 soorten in 23 geslachten de grootste familie van nachtactieve vogels uit de orde der uilen (Strigiformes). De kerkuilen (Tytonidae) vormen de andere familie.

## Lijst van geslachten
- Geslacht Aegolius (5 soorten zaaguilen, w.v. 1 uitgestorven)
- Geslacht Asio (9 soorten, o.a. ransuil en velduil)
- Geslacht Athene (9 soorten steenuilen)
- Geslacht Bubo (10 soorten oehoes)
- Geslacht Glaucidium (29 soorten dwerguilen)
- Geslacht Gymnasio (1 soort: Puertoricaanse uil)
- Geslacht Jubula (1 soort: manenuil)
- Geslacht Ketupa (12 soorten visuilen en oehoes)
- Geslacht Lophostrix (1 soort: kuifuil)
- Geslacht Margarobyas (1 soort: Cubaanse schreeuwuil)
- Geslacht Megascops (23 soorten schreeuwuilen)
- Geslacht Micrathene (1 soort: cactusuil)
- Geslacht Ninox (39 soorten valkuilen, w.v. 1 uitgestorven)
- Geslacht Otus (60 soorten dwergooruilen, w.v. 3 uitgestorven)
- Geslacht Psiloscops (1 soort: ponderosadwergooruil)
- Geslacht Ptilopsis (2 soorten witwangdwergooruilen)
- Geslacht Pulsatrix (3 soorten maskeruilen)
- Geslacht Scotopelia (3 soorten visuilen)
- Geslacht Strix (22 soorten bosuilen)
- Geslacht Surnia  (1 soort: sperweruil)
- Geslacht Taenioptynx (2 soorten dwerguilen)
- Geslacht Uroglaux (1 soort: havikuil)
- Geslacht Xenoglaux (1 soort: snorrebaarduil)

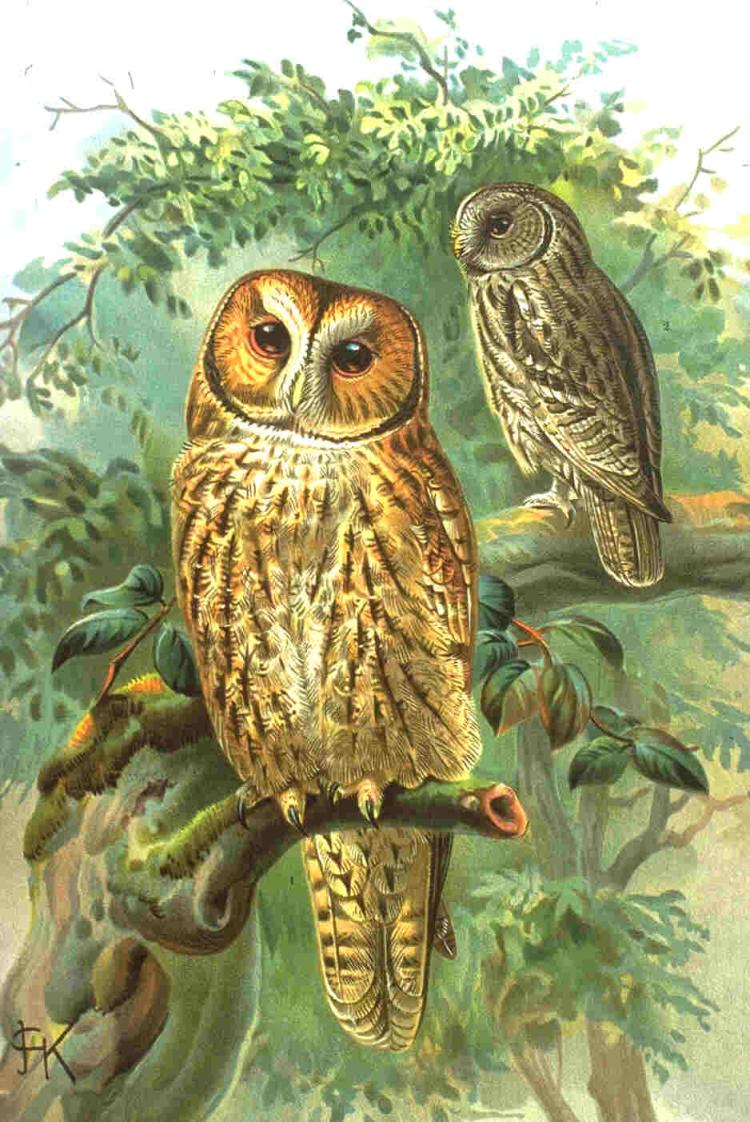
Bosuil (Strix aluco)
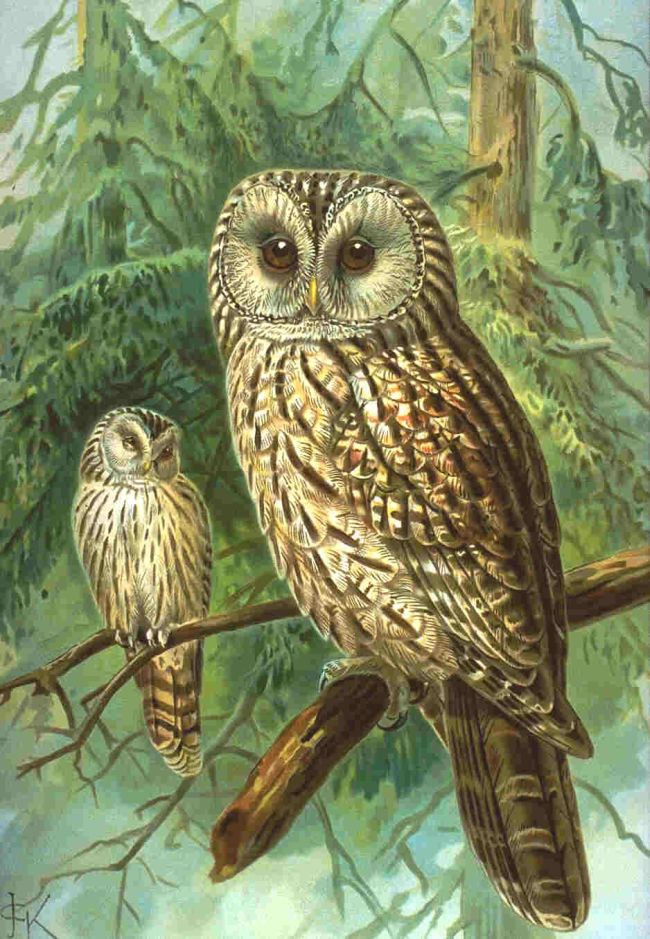
Oeraluil (Strix uralensis)
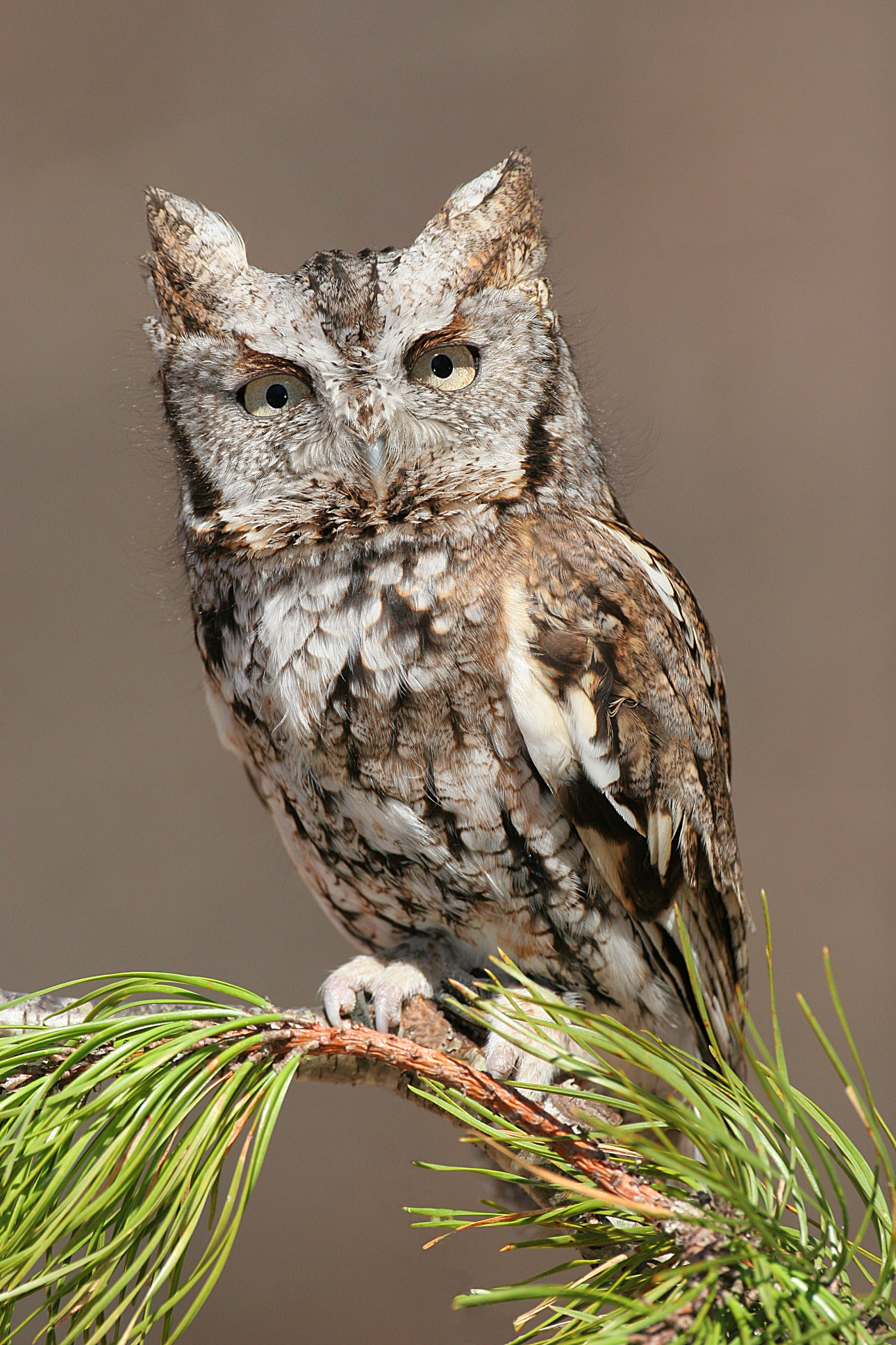
Oostelijke schreeuwuil (Megascops asio)
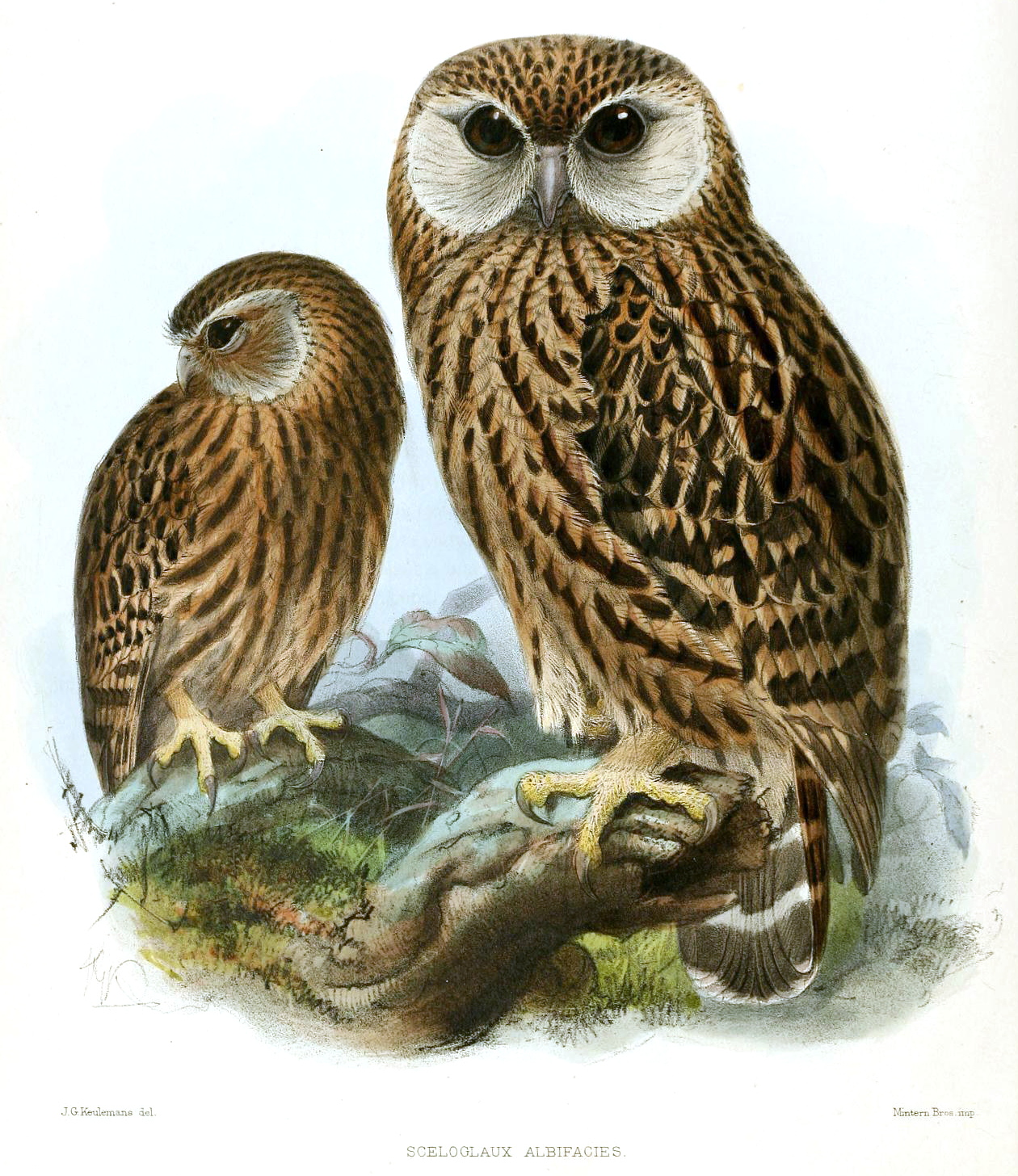
† Lachuil (Ninox albifacies)
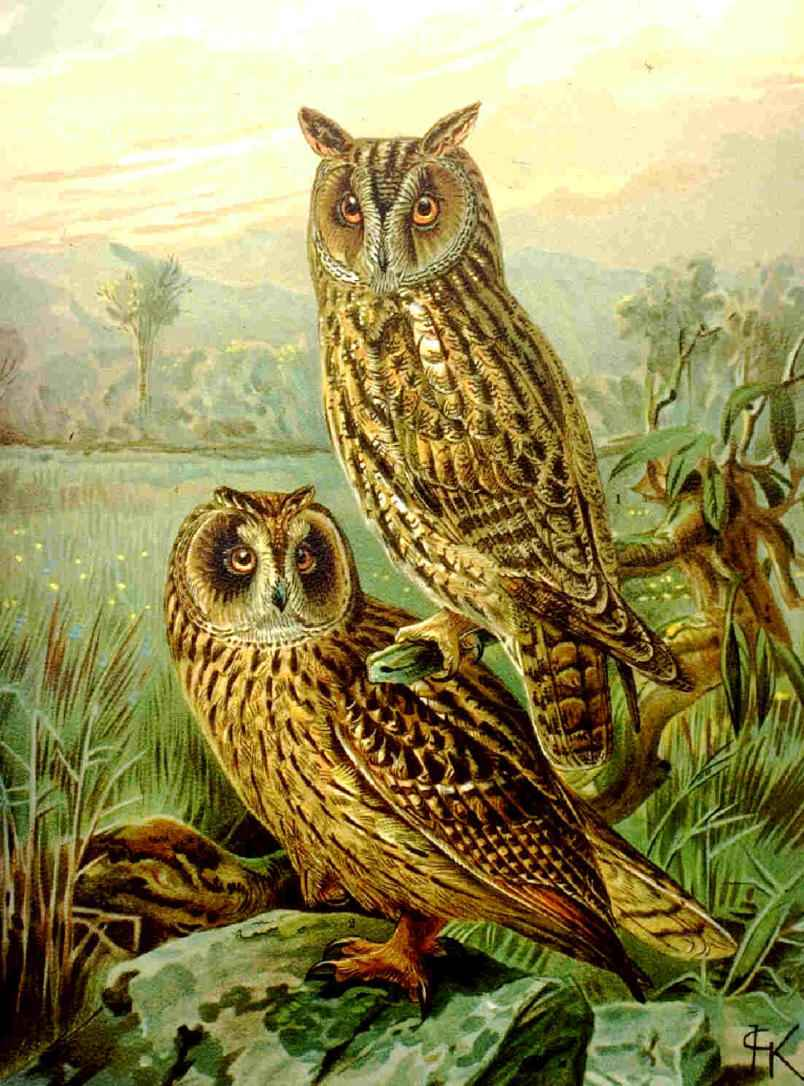
Ransuil (Asio otus, boven) en Velduil (Asio flammeus, onder)
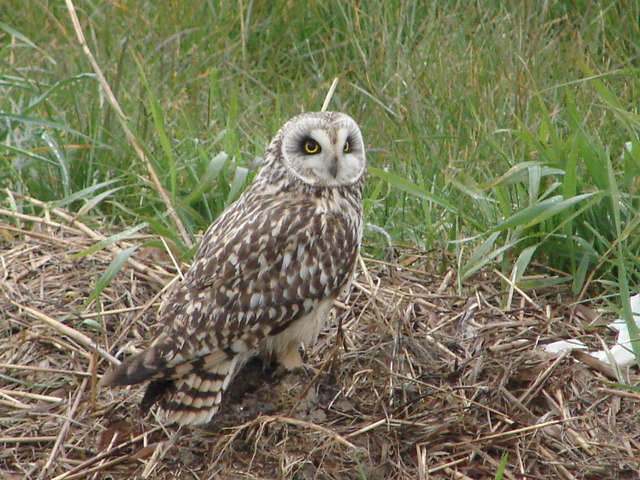
Velduil (Asio flammeus)
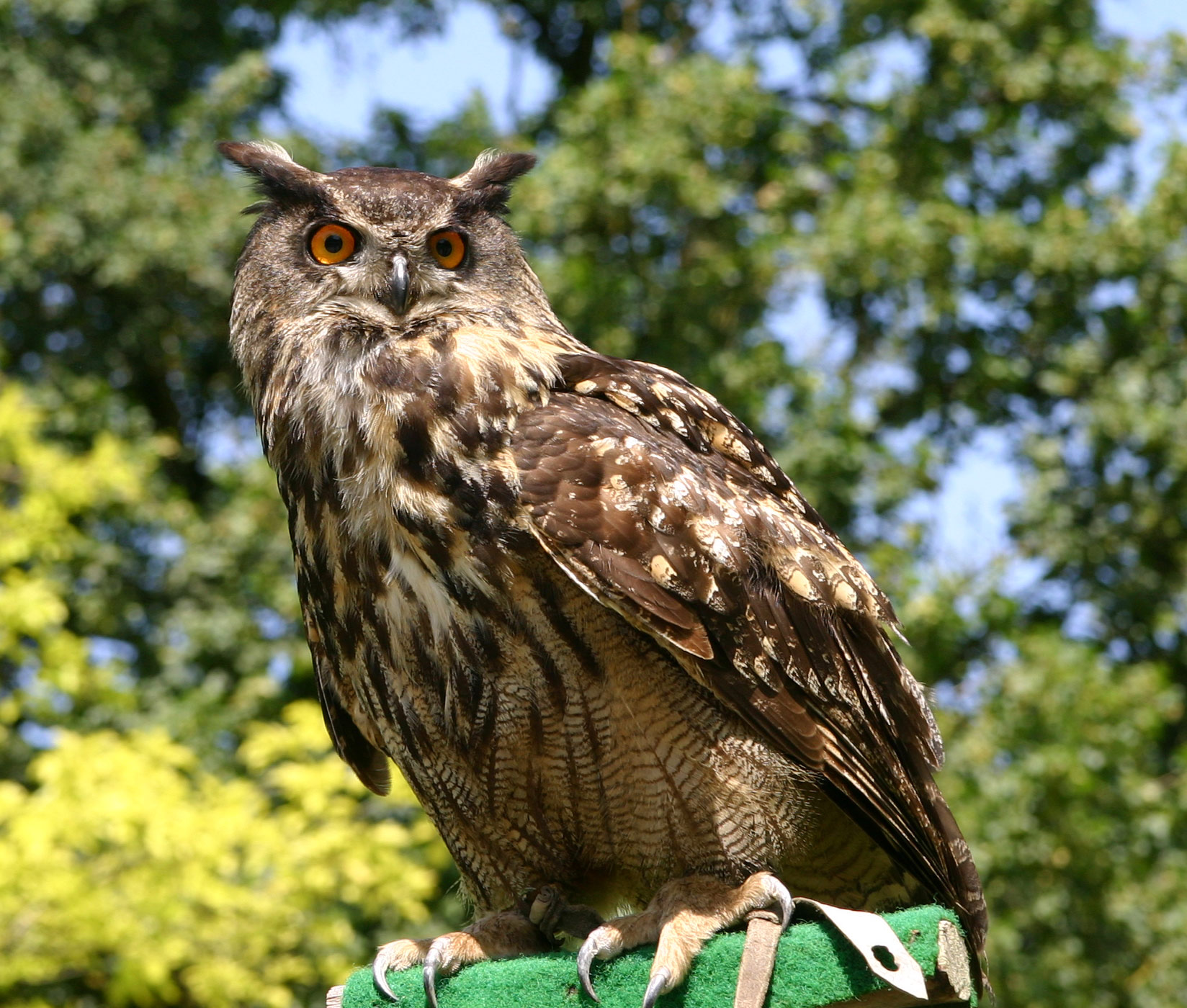
Oehoe (Bubo bubo)
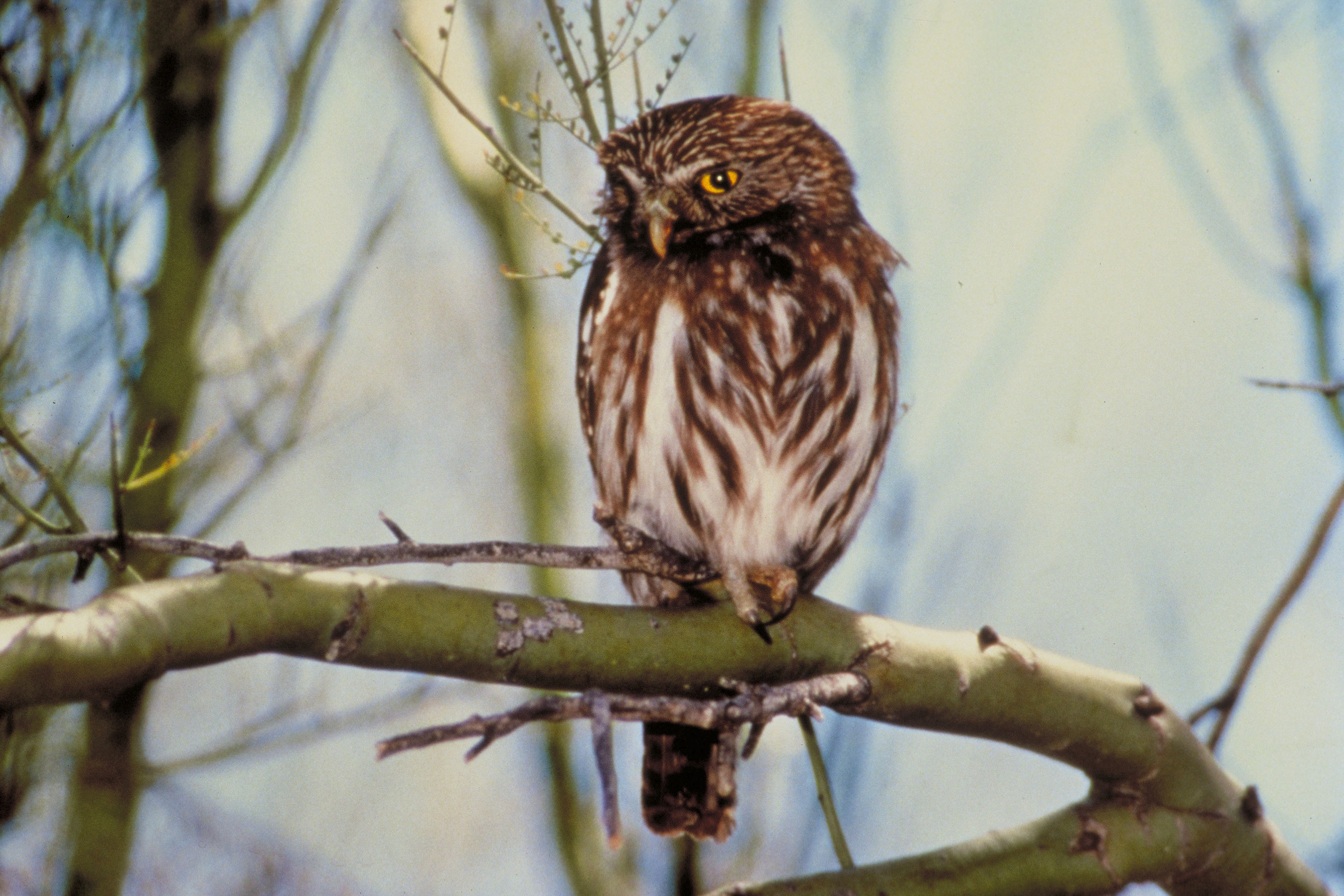
Dwerguil (Glaucidium passerinum)
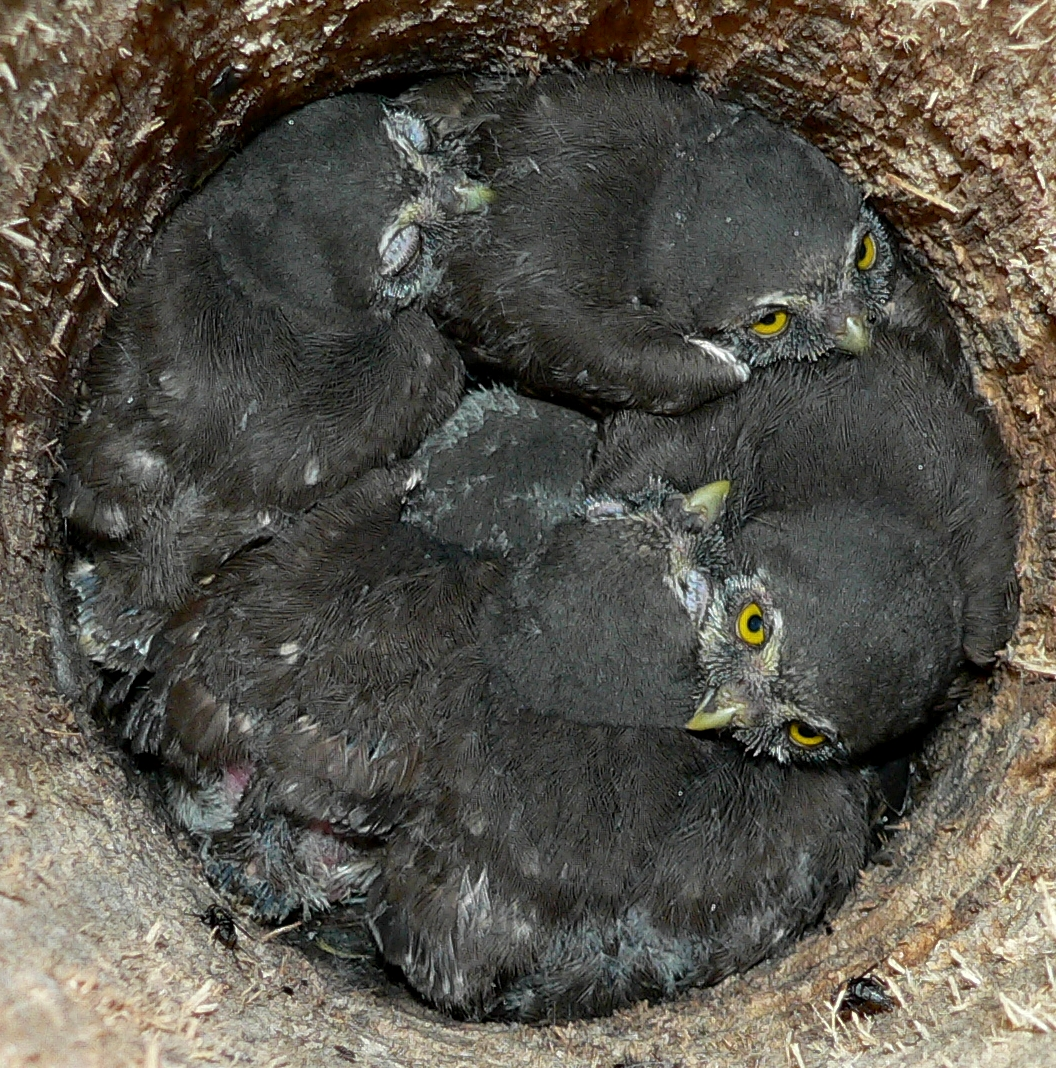
Dwerguilkuikens (Glaucidium passerinum)